# 台北世紀交響樂團
台北世紀交響樂團（英語：Taipei Century Symphony Orchestra，簡寫為TCSO）由國家文藝獎得主廖年賦創立於1968年5月，迄今已逾五十年，是台灣歷史最長的交響樂團之一。

## 沿革
1967年7月，世紀樂團的前身「世紀學生管絃樂團」展開籌備作業，9月開始演奏訓練；翌年5月5日正式成立:38，首任團長為洪登科，首任副團長為李柯瑤貞。
起先，樂團團址位於台北市漢中街廖年賦住所，當時有團員五十餘人。世紀學生團於1968年5月17日舉行了第一次正式演出，演出地點是台北市國際學舍（現為大安森林公園）。同年7月，舉行音樂夏令營，為台灣首見。初期練習場地難覓，曾先後使用西門國小禮堂、中美經濟協會會議室、國軍文藝活動中心，甚至創辦人自宅進行排練。1970年2月，推舉郭維租、徐通善擔任第2任團長、副團長，聘請李豐盈先生加強管樂部門之訓練。此時青少年隊有六十餘人，幼年隊也有三十餘人。同年8月，在日本東京新聞社的邀請下，赴日演奏，在東京、大阪等地共演出四場，另外也應邀參加日本絃樂指導者協會第八次大會之演出。之後的二年期間亦定期回訪日本。
1974年2月23日，舉行第十次定期演奏會，邀請巴西指揮家汉斯-约阿希姆·科尔罗伊特蒞團指導暨演出。同年5月，獲准立案更名為「台北世紀交響樂團」，邀請行政院政務委員李登輝擔任名譽顧問。8月前往美國，進行為期三週之訪問演奏。
1979年9月，世紀遷移至台北市和平東路三段現址。1981年2月1日，世紀「成人隊」正式成立，除廖年賦本人之外，另外有李忠男、林立、劉紹棟、許世青等人擔任指揮，以及丁長勤、江維中、何佶、初亞蘭、陳盧寧、周淑斐、吳琮、陳雅莉、吳宜芬、吳宜芳、譚正等人擔任樂團教師，負責演奏訓練。1995年，世紀籌辦「女指揮家」系列音樂會三場:76，為台灣樂界的女性指揮者提供演出平台。2005年，世紀再次舉辦「新秀指揮展」演出。
1980年11月20日，中國國民黨中央委員會文化工作會、中國國民黨中央委員會社會工作會、中國國民黨中央委員會青年工作會於三軍軍官俱樂部合辦聯誼祝賀茶會，祝賀本年度因卓越成就與傑出表現而得獎者、以及曾到海外為國宣勞的各團隊；中廣國樂團、台北世紀交響樂團、三人行國樂團等團隊應邀參加茶會，中國國民黨秘書長蔣彥士親臨道賀。
2008年，世紀創團四十週年，製作全本貝多芬交響曲以為誌慶。2018年12月20日，創辦人廖年賦在國家音樂廳指揮「邁向新世紀」五十週年團慶音樂會，曲目為《新世界交響曲》及委託作品《世紀五十》。

## 組織

### 財團法人世紀音樂基金會
現任董事長為廖年賦。

### 樂團組成
世紀樂團目前下設數個次級團體：
- 台北世紀演奏家室內樂團
- 台北世紀青年管絃樂團
- 台北世紀青少年室內樂團
- 台北世紀少年管絃樂團
- 台北世紀兒童絃樂團

## 演出紀錄

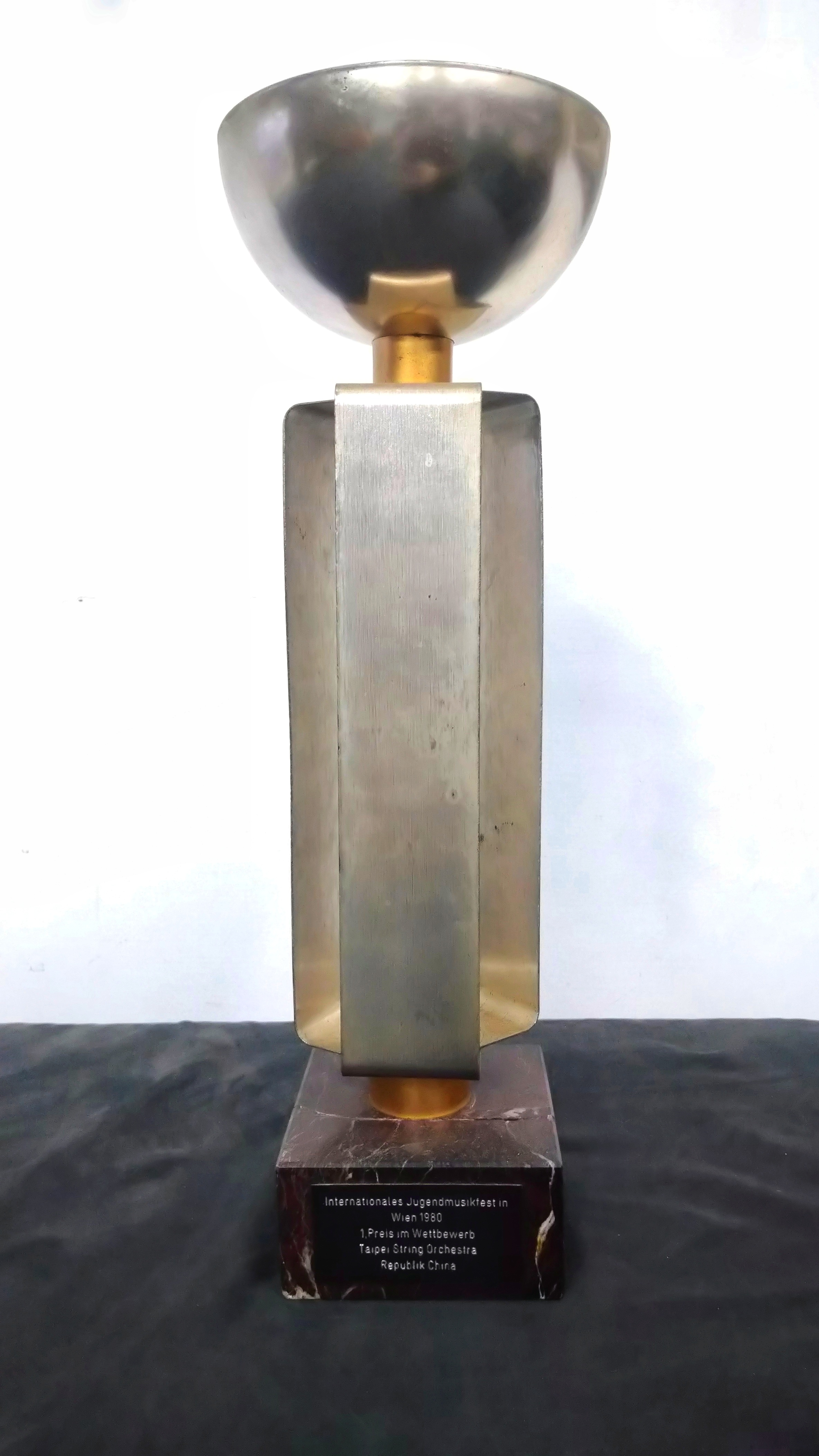
1980年維也納國際少年音樂節首獎獎座

### 首演紀錄
- 普契尼《托斯卡》，1975年1月4日，台灣首演，主角為韓國歌者金金煥
- 佛漢·威廉斯雙簧管協奏曲，1998年1月23日，台灣首演，獨奏為德國演奏家皮爾·法特（Pierre W. Feit）

### 國際巡演
- 1970年8月：日本、韓國巡演
- 1974年8月：美國巡演（音樂會9場）
- 1975年7月：歐洲巡演（音樂會14場）
- 1976年7月：美國巡演
- 1980年7月：歐洲巡演，是年以「台北弦樂團」（英語：Taipei String Orchestra）名義於維也納國際少年音樂節（德語：Internationales Jugendmusikfest „Jugend und Musik in Wien“）之競賽中奪得首獎
- 1985年7月：第三次歐洲巡演，參與亞伯丁國際青少年音樂節、維也納音樂節[2]:59

## 軼事及其他
- 台灣政界人士，曾擔任立法委員、台北市議員的王世堅曾經是世紀少年隊的成員[7]。

## 外部連結
- 官方网站
- 舊官方網站的樂團介紹 （页面存档备份，存于）與演出紀錄 （页面存档备份，存于）
- 台北世紀交響樂團的Facebook專頁